# 圣经新世界译本
《圣经新世界译本》(英語： New World Translation of the Holy Scriptures (NWT))是由耶和华见证人的守望台聖經書社所发行的圣经译本。同时作为非卖品《圣经》。英语版的新世界译本自稱是根据希伯来文和希腊文圣经原文直译（的翻译有问题）而成，中文修订版的新世界译本《圣经》根据2013年版英语版为蓝本翻译而成，絕大部份正统教会並不认同，其争议主要集中在耶稣的神性方面。耶和华见证人与正統基督教教派之间，依旧对该译本翻译的准确性存有很大的争议。

## 背景

### 购买其它译本
1884年，耶和華見證人成立法人組織以便從事出版聖經的工作。他們所成立的團體現今稱為賓雪法尼亞州守望台聖經書社。 起初見證人向其他聖經社購入聖經作為分發之用。甚至在當時，他們已展開後來成為他們特色之一的逐户傳道工作。當時他們採用在1611年出版的英文《英王詹姆斯譯本》作為研究聖經的基本譯本。
守望台聖經書社不但分發聖經，兼且出版書刊、傳單和其他基督教刊物。這樣行的目的是要宣傳他們的宗教主張，吸納信徒。自《守望台》雜誌在1879年發行以來，守望台社所出版的刊物曾引用過幾十部不同的聖經譯本。故此，守望台社承認所有這些譯本的價值，並且加以運用。
- 羅瑟拉姆和霍爾曼聖經譯本。1896年，耶和華見證人通過守望台社開始直接出版和分發聖經。該年他們從英國聖經譯者羅瑟拉姆購得他所譯的《新約》第十二次修訂版在美國的發行權。這些聖經的扉頁上印有賓雪法尼亞州阿勒格尼守望台聖經書社等字樣（當時社方的總部便設於該地）。1901年，社方作了特别安排出版英文《霍爾曼聖經譯本》，其中含有社方在1895至1901年的出版物的邊頁注解。這部譯本所採用的聖經文本乃是《英王詹姆斯譯本》以及希伯來文與希臘文聖經的《修訂譯本》。到1903年，這部譯本由社方印製的5,000本已全部分發完畢。
- 雙語對照强調譯本。1902年，守望台社取得版權獨家出版和分發《雙語對照强調譯本》。這部基督教希臘文聖經譯本由美國伊利諾伊州杰尼瓦一位在英國出生的聖經譯者威爾遜(Benjamin Wilson)所編譯。譯本在1864年完成。它採用格里斯巴赫所編的希臘文文本，在行間附有逐字直譯的英譯文，並在書頁右邊刊出威爾遜本人注有特别强調符號的譯文。
- 聖經研究者版本。1907年，守望台社出版了一部“聖經研究者版本”的聖經。這部聖經含有英王詹姆斯譯本的譯文、邊注以及由耶和華見證人所編寫的一項附錄。其後，這份附錄增至超過550頁，且以書册形式獨立出版，稱為“庇哩亞聖經教師手册”。書中簡評許多聖經經文的含意，並援引《守望台》雜誌和社方書刊的參考資料，此外也簡述若干教義性的題目，列出主要的經文供向别人講解之用。在形式上，這與社方後來出版的刊物《凡事要察驗》一書頗類似。這部聖經也附有一個標題索引、對若干難於了解的經文的解釋、杜撰經文列表、經文索引、對比年代表和12幅地圖。有數十年的時間，這部聖經版本在吸納信徒及對信徒灌輸思想上，對耶和華見證人提供不少幫助。

### 出版新世界译本

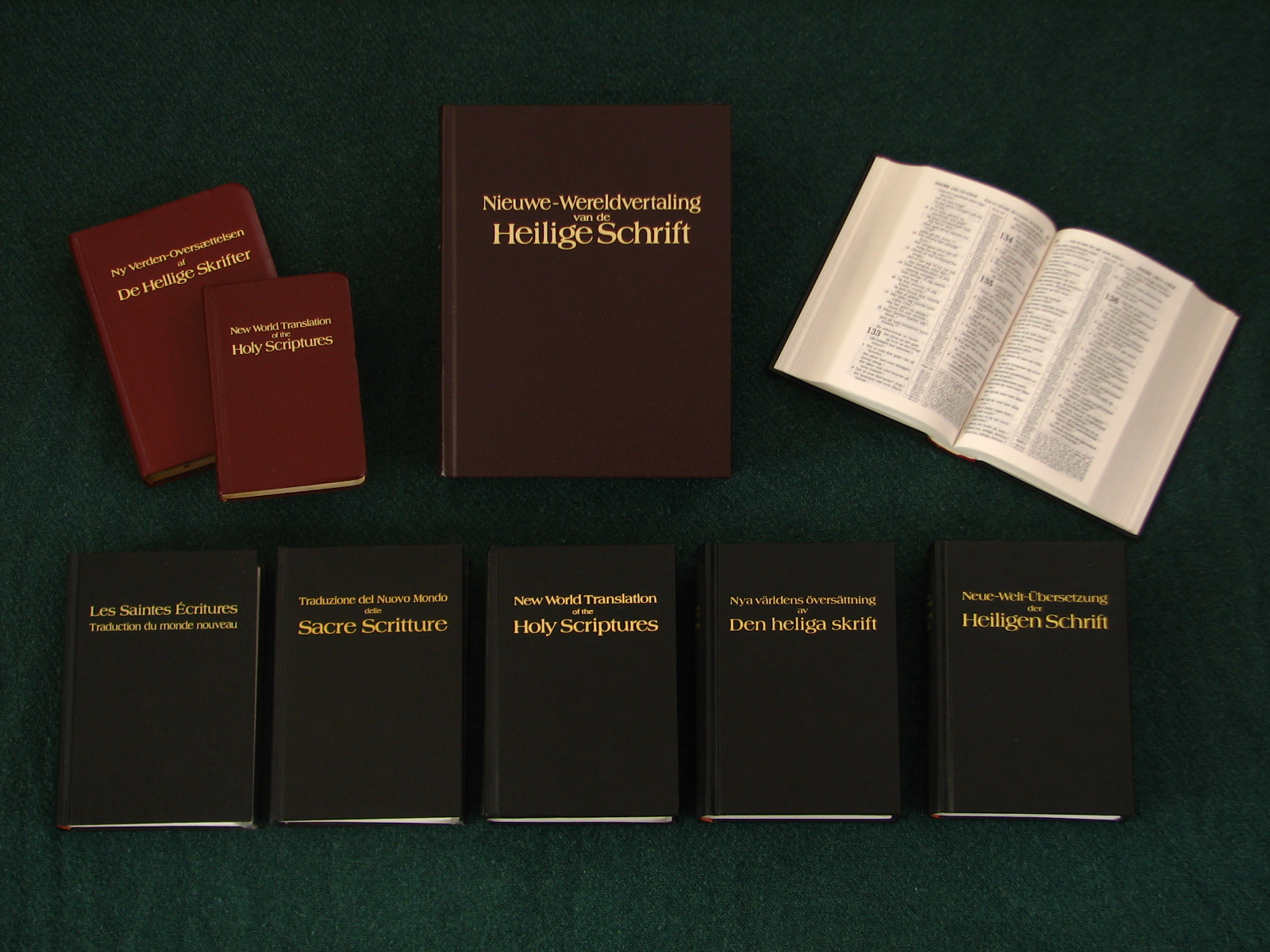
圣经新世界译本

1949年9月3日，社長在布洛克林總部向董事會宣布新世界聖經翻譯委員會的存在，並且透露這委員會已完成了基督教希臘文聖經的翻譯工作。社長接着讀出委員會提交的文件，聲明委員會將譯本的持有權、控制權及出版權授予守望台社。社長也將譯本的一部分讀出以説明譯本的性質和質素。 董事會一致同意接納這部譯本，並作出安排立即加以排印。社方在1949年9月29日開始排版；到1950年初夏，數以萬計的精裝本已製作完成。
部分發行《新世界譯本》。1950年8月2日星期三，耶和華見證人在紐約楊基運動場舉行的國際大會的第四日，在場的8萬2，075個見證人接受《基督教希臘文聖經新世界譯本》的發行。 委員會隨即展開翻譯希伯來文聖經的工作。譯本分為五册，由1953年至1960年相繼發行。全部六册合成為一部現代英語聖經。每册均含有對其宗教觀點有利的研究資料。譯者聲稱曾參考過有關文本的每項資料來源，並因此證明「《新世界譯本》能將受感示的聖經原文所含的有力信息以清楚準確的方式表達出來」云云，希望藉此宣稱提高譯本的學術地位。1961年版的《新世界译本》英语版共印制了一百万本。
《新世界譯本》的初版分成六册，其中含有若干特色。特色之一是提供譯文背景資料的文本腳注。這些腳注提出論據去維護社方的聖經觀點。 書中亦包含一項串珠參考，把若干與教義有關的字詞連貫起來，將讀者的注意引到一連串與題目有關的經文之上。每頁的邊緣列出大量相互參照的經文。這些經文向讀者指出（甲）相似的字詞、（乙）相似的思想和事件、（丙）傳記資料、（丁）地理資料、（戊）預言的應驗和（己）聖經其餘部分所作的直接引錄。 譯本也包含重要的前言、若干古代抄本的圖片、附錄和索引，以及各聖經地點的位置圖。《新世界譯本》的初版含有巨量資料，同時耶和華見證人也可以運用其中的資料施行教導。耶和华见证人聲稱花了12年零3个月又11天，于在1960年3月13日完成了英语版的翻译工作。1963年6月30日，耶和華見證人於美國威斯康星州的密爾沃基舉行“永遠的好消息”大會時發行了一部合訂為一册的特别研究者版本，總共印行了15萬本。
合為一册的修訂本。1961年夏天，在耶和華見證人於美國和歐洲舉行的一系列大會中，社方發行了合為一册的《聖經新世界譯本》修訂版。數十萬參加這些大會的人獲得這部新版本。這部綠色硬面的聖經譯本共1，472頁，附有經文彙編、聖經題目附錄和地圖。
其他版本。1969年，社方發行了《希臘文聖經王國行間對照譯本》，再版則在1985年發行。這部譯本提供對韋斯科特和霍特所編的希臘文文本的一項直譯，以及《新世界譯本》1984年版的現代英文翻譯，藉此令到認真但不懂希臘原文的聖經研究者在實際上接收了見證人的官方觀點。
1970年，《新世界譯本》的第二部修訂本發行，附有腳注的第三部修訂本則於1971年發行。 在1984年耶和華見證人舉行的“王國的擴展”大會中，社方發行了一部英文的修訂參考本，其中含有在1950至1960年初提出，但加以徹底修訂過的邊注（相互參照）經文，其中含有超過12萬5，000節邊注經文、逾1萬1，000個腳注、經文彙編、多幅地圖和43篇附錄文章。此外，社方在1984年也出版了1984年修訂版的普通版本，其中含有邊注經文，但卻沒有腳注。
2020年，圣经新世界译本全书或部分经卷共有超过193种语言版本，各版印刷总数超过2亿2700万册，目前是发行量最大的圣经版本之一。

## 翻译

### 底本和原稿
《希伯来语经卷》译文的底本，是鲁道夫·基特尔的《圣经希伯来语文本》（1951-1955年版）。1984年的《新世界译本》修订本，参照1977年出版的《希伯来语圣经斯图加特文本》，以及死海古卷和许多早期译本作出修订。《希腊语经卷》，主要的底本是1881年出版、由韦斯科特和霍特合编的希腊语文本，另外也参考了其他著名文本和多种语言的早期译本。
據出版者述，在中文翻译过程中，他們参考现有的中文译本，例如圣经和合本，力图准确无误，文字流畅优美，符合中文表达习惯，体现原文的修辞和准确的意思。对于不属于原抄本而出现在当代其它版本的圣经中的文字，用脚注形式给出注释。
除了全文圣经的不同译本之外，守望台还出版了一套对照翻译版，以方便查阅原始词语。除了对照希腊语和希伯来语原文，还出版有不同现代语文互译的双语甚至三语参照翻译版，这个版本主要是方便不使用母语或者在外语区传道的海外传道员。这种版本一般陈列在图书馆中。
除了守望台自己出版的各种语言版本外，守望台的研究书籍一般都大量引用其它版本的圣经译文。这些时候一般是用来证明某个论点论证某种翻译的历史，以求提高说服力。

### 新约出现上帝的名字耶和华
耶和華見證人宣稱，除了新世界译本，《希腊语经卷》的希伯来语译本里，许多引自《希伯来语经卷》的经文都有上帝的名字。
事實上只有Papyrus Fouad 266的手抄本有「耶和華」的希伯來文四字字母神名，而且這手抄本只有申命記的後半部。
在《双语对照强调译本》中，“耶和华”一词出现了18次。至少在其他38种语言的《希腊语经卷》译本中，上帝的名字以当地语言的拼写方式出现在译文里。
他們又稱耶稣基督时常提到要显扬天父的名字，显然他本人时常运用这个名字。見證人聲稱据公元4世纪的学者哲罗姆说，使徒马太最初是以希伯来语写马太福音的，其中多次引用《希伯来语经卷》里包含上帝名字的经文。但是，這本希伯來語的馬太福音卻消失。《希腊语经卷》的其他执笔者，都采用希腊语《七十士译本》的经文。保存至今的古抄本残片显示，早期的《七十子译本》载有上帝的名字，全都以希伯来语字母写成。然而，現在只找得到上述所說的編號266的申命記後半，其他卻並無任何佐證。

## 结构
圣经新世界译本主要分为4大部分。
- 聖經正文
  - 希伯來語及阿拉米語經卷[8]
  - 希臘語經卷[9]
- 圣经各卷成书年份表
- 圣经词语索引
- 附录

1. “耶和华”在希伯来语YHWH/JHVH和希腊语的译法
2. 希伯来语尼发希和希腊语普绪克(ψυχη)误译为灵魂
3. 希腊语欣嫩谷，矶汉拿(γεεννα)，希伯来语格欣嫩，拉丁语格亨拿(ge·hen'an)误译为地狱
4. 希腊语希屋尔，海地斯(αδηζ)，拉丁语因弗努斯(in·fer'nus)，叙利亚语什乌尔(shiul)误译阴间
5. 苦刑柱 希腊语斯陶罗斯(οταυροζ)，拉丁语克鲁克斯(crux)
6. 圣经月份名称对照表
7. 创世记时代迦南地图
8. 以色列十二部族地图
9. 扫罗、大卫、所罗门时代以色列统一王国全境地图
10. 耶稣传道时期巴勒斯坦地图

- 圣经讨论话题

各话题如下
| 1/6      | 2/7              | 3/8        | 4/9      | 5/0                |
| -------- | ---------------- | ---------- | -------- | ------------------ |
| 安息日   | 传道             | 创造       | 祷告     | 得救               |
| 地球     | 地狱             | 反对和迫害 | 复活     | 哈米基多顿         |
| 婚姻     | 基督教会         | 基督回来   | 假先知   | 见证工作           |
| 教堂     | 节日和生日       | 浸礼       | 灵       | 灵魂               |
| 马利亚   | 魔鬼和邪灵       | 末世       | 年份推算 | 偶像               |
| 三位一体 | 生命             | 圣经       | 十字架   | 受难纪念聚会、弥撒 |
| 赎价     | 死亡             | 天         | 通灵术   | 王国               |
| 血       | 耶和华见证人     | 耶和华上帝 | 耶稣     | 阴间               |
| 预定论   | 治病和外语的恩赐 | 宗教       | 宗教联合 | 祖先               |
| 罪       | 罪恶和人间疾苦   |            |          |                    |

- 耶和华见证人各国分社地址

## 翻译争议
守望台認為《新世界译本》翻译最准确，但傳統基督教教派認為耶和华见证人更改了很多段经文的意思，来迁就他們的教导。

### 直译或者意译
許多聖經譯者為了追求文字和形式上的優雅而捨棄直譯的方式，而采用意译的方式。他們认为直譯的譯文呆板、僵硬而太多掣肘。可是，由於捨棄直譯，採用意譯的方法和加插自己的解釋，結果許多時未能準確地表達原文的真意。在實際上等於沖淡了圣经中体现的上帝的思想。
例如美國一所著名大學的名譽院長曾经抨擊耶和華見證人破壞了聖經的優美和高雅。他所指的聖經是英文的《英王詹姆斯譯本》。這部譯本一向被人奉為優美英語的典範。他説：‘看看你們把詩篇第23篇搞成怎樣。“耶和華是我的牧者”(Je/ho/vah is/ my/ shep/herd)這個譯法有七個音節而非六個，結果把詩歌的優美和韻律破壞無遺。這樣的譯法簡直令人震驚。這失去了均衡，也毫無節奏可言。《英王詹姆斯譯本》將其排成六個均衡的音節——“主是我的牧者”(The/ Lord/ is/ my/ shep/herd)，完全是對的。’
有人答辯这位教授説，將聖經執筆者大衛所寫的話照實表達出來無疑更為重要。大衛所用的是“主”這個普通名詞，抑或是上帝的專有名字？（但實際上原文並非耶和華見證人所聲稱的「Jehovah」而只是4個子音字母YHWH，並在4字母上加上了「主」〔即：ADONAI〕的注音）教授承認大衛使用上帝的名字，但他仍然認為在這句話裏採用“主”一詞是恰當的。
支持新世界譯本的人常會引用以上故事以圖說明直譯比意譯更好，但此說卻忽略了語言學上的一個重要難題：不同語言（特別是不同語系）之間的必然差異。也正是此一差異使翻譯成為專門學問，而非單單懂得兩種語言便能翻譯了。就以以上故事為例，若不明閃族語系、猶太人的傳統觀念、古代的書寫習慣、聖經抄本的傳承方式、與及馬所拉文本的歷史，便也根本難以明白4個加上了「主」的注音的子音字母YHWH，為何是「上帝的專有名字」，更惶論去明白之後的「在敵人面前擺設筵席」是甚麼意思了。而且，就新世界譯本而言，世界上絕大部份研究聖經抄本及古文本的權威、專家、學者等等，都仍然在質疑其選取材料及直譯的宣稱，因此即使能夠證明直譯比意譯更好，也無助於支持新世界譯本，除非見證人社方能先回答學界的問題。

### 字词方面
由于耶和华见证人不接受许多圣经译本里对地狱，不死灵魂，十字架，上帝名字耶和华的译法，所以在相当多的经文里，新世界译本和其它译本不一致。
与其它译本存在的主要区别
- 关于地狱的翻译
- 关于灵魂的翻译
- 关于十字架的翻译。耶和华见证人坚持认为耶稣是被钉死在一个木柱上，而非十字架上，他们认为十字架是古代异教崇拜所使用的符号，在使徒行传和保罗书信里提到的木头，其它很多译本都没有译作十字架，单在福音书中使用十字架的译法是不符合逻辑的。
- 关于上帝的称呼。在旧约圣经裡，耶和华这个名字在很多译本中出现6000-7000次，但是在新约圣经不出现，他们认为这是不符合逻辑的。况且又有很多经文是引用旧约圣经，将原文中的耶和华替换掉也无法体现原文的含义。
- 关于圣灵的翻译

### 评价

#### 正面
美国北亚利桑那大学，宗教研究系副教授贾森·贝东，他研究了九本“在英语世界中最多人使用的圣经译本”， 并在2003年出版了一本200页的书， 发表自己的研究结果。他研究了几段常常引起争议的经文，因为在翻译这几段经文时，“译者最容易受到偏见影响”。他将每一段经文的希腊语文本跟各个英译本比较，看看译者有没有因偏见而扭曲经文原意之处。
贝东指出，一般人和许多圣经学者都以为《新世界译本》的译法之所以跟其他圣经译本不同，是因为《新世界译本》的翻译员有宗教偏见，但贝东说： “《新世界译本》与其他圣经译本在译法上有差异，主要是因为《新世界译本》是直译本，译法谨慎，准确度比其他译本高。” 贝东虽然不认同《新世界译本》的部分译法，但他承认这个译本是“所有接受评比的译本中最准确的”，也是一部“非常杰出”的圣经译本。
以色列的希伯来学者， 本杰明·凯达尔对《新世界译本》也有类似的评价。他在1989年 说： “我从这部译本中，看到一群诚恳的译者努力理解原文，以最准确的方式去表达原文的意思；……我从没有发现《新世界译本》有任何地方，显示译者因偏见而加添了原本没有的含意。”

#### 負面
新世界譯本是否如著者所述般翻譯準確，在基督宗教界存在爭議。
部分教會、聖經學者、聖經公會、基督教刊物甚至指他們的譯本歪曲原文。
主要批評如下：
- 參與翻譯人員的資格: 
  - 主要翻譯者至今仍不願意透露身分，有人懷疑是因為譯者未具有翻譯所需的知識。[15]。
  - 耶和華見證人曾公開其中五位譯者的身分，但其中四位幾乎全無翻譯所需的相關知識。[16]
- 擅自添加原文沒有的意思: 約翰福音1章1節被譯為"In [the] beginning the Word was, and the Word was with God, and the Word was a god."[17]，中文作「太初有道，道與神同在，道就是一位神。」，: 其中「一位」的意思只在少数译本中有支持。[13]某些译本在这个地方采用忠实原文文法的方法不使用冠词。由于希腊语本身没有不定冠词概念，所以在这里产生较大争议。
- 耶和华见证人认为耶穌不是等同于上帝耶和华的灵体，也就推翻了三位一体的教义，所以主流教派认为他们通过自己的译本間接貶低耶穌的地位[14]。
- 妄稱上帝的名號 :
  - 新世界譯本被指為濫用「耶和華」的名號。部分聖經研究指出「耶和華」一名在新約原文並沒有出現過[18]，或只出現了一次(啟 19:1)。耶和华见证人解释说在旧约圣经里出现了接近7000次的名字到了新约圣经一次也不出现逻辑上不通。况且很多引文就是来自希伯来语圣经的原文。使用上帝的名字耶和华更能让读者明白引文的内容。
  - 出版者聲稱在古譯本中，新約出有出現過「耶和華」一詞，但數量仍遠較新世界譯本的為少。[16]

## 资金来源和发行途径

### 资金
圣经新世界译本完全是由世界各地的耶和华见证人伯特利社区印制。伯特利社区是由耶和华见证人全球各地的信徒自愿捐助的工厂，用来生产传道使用的手册、月刊和圣经以及相关资料和刊物。
印制圣经使用的纸张、消耗电力、机器折旧产生的费用也是由自愿捐款承担。位于美国纽约布鲁克林伯特利社区（耶和华见证人美国分部办事处）的耶和华见证人中央长老团管理机构负责全球的圣经发行和印刷。有专门的会计机构负责资金的使用。因为在伯特利工作的工人、管理人员都是没有工资的志愿工作者，印刷用颜料是其成员中有相关技能的人自己制作，比市场上销售的成品油墨成本低很多，而纸张也是权衡全球供应商的综合价格筛选而出，因此新世纪译本的成本最大程度的得到压缩。

## 翻译成其它语言
1961年，《新世界译本》英语版开始转译成其他语言版本。仅两年之后，《希腊语经卷新世界译本》已被译成6种语言版本了。当时，全球有四分之三的耶和华见证人可以读到自己语言版本的《新世界译本》。可是，如果要让千百万人读到这个译本，就还有很多工作要做。
1989年，耶和华见证人向目标迈进了一大步，他们在世界总部设立了翻译服务部。这个部门发展了一套翻译系统，利用电脑科技，协助圣经译者研究圣经所用的词汇。这个系统大大缩短了翻译《新世界译本》所需的时间。有些语言的译者只一年就完成《希腊语经卷》的翻译工作，两年就把《希伯来语经卷》译好了。自圣经译者使用这个系统以来，《新世界译本》英语版已转译成29种不同的语言版本，以二十多亿人所用的语言出版。现在《新世界译本》正转译成另外12种语言版本。到2008年，英语版《新世界译本》全书或《希腊语经卷》已转译成70种语言版本，2001年守望台出版发行了中文版正体和简体圣经全书。

### 发行
主要通过传道员分發，讀者可作自願性質的捐款。任何人可以根据守望台出版的任何小册子，传单，守望台，警醒杂志上给出的地址与守望台社各分部办事处的任何一家联系，都可以免费得到一本主要语种的新世界译本圣经。

## 参看
- 圣经译本
- 耶和华见证人
- 圣经翻译